# Horseshoe Island (Antarktika)
Horseshoe Island (von englisch horseshoe ‚Hufeisen‘, in Argentinien und Chile gleichbedeutend Isla Herradura) ist eine etwa 12 km lange und bis zu 10 km breite Insel vor der Fallières-Küste des Grahamlands auf der Antarktischen Halbinsel. Sie liegt in der Einfahrt zur Square Bay, einer Nebenbucht im Nordosten der Marguerite Bay. Höchste Erhebung ist mit 879 m der Mount Breaker im Südwesten der Insel. Die Insel gliedert sich in einen kleineren Nordteil mit dem Mount Searle (537 m), der vom Südteil durch die Gaul Cove im Nordosten und die Lystad Bay im Südwesten abgeschnürt wird. Die Landenge ist 1,4 km breit und 90 m hoch.
Entdeckt, fotografiert und kartiert wurde die Insel von Teilnehmern der British Graham Land Expedition (1934–1937) unter der Leitung des australischen Polarforschers John Rymill. Rymill benannte sie in Anlehnung an die halbmondförmige Anordnung ihrer Gipfel, die ihr das Aussehen eines Hufeisens geben.
Im Norden der Insel liegt die britische Base Y (auch bekannt als Horseshoe Island Station), die von 1955 bis 1960 in Betrieb war und dabei im Rahmen des Internationalen Geophysikalischen Jahres (1957–1958) genutzt wurde. Das Stationsgebäude ist als Historische Stätte HSM-63 geschützt.